# Jorge Gamboa
Pour les articles homonymes, voir Gamboa (homonymie).
Jorge Manuel Milhazes Nunes Gamboa, communément appelé Gamboa,  est un footballeur portugais né le 19 avril 1973 à Póvoa de Varzim. Il évoluait au poste de milieu de terrain.

## Biographie
Formé au FC Porto, Gamboa joue principalement en faveur du Rio Ave, du Sporting Braga et du SC Beira-Mar.
Il est sacré champion de deuxième division en 1996 avec le Rio Ave et il atteint la finale de la Coupe du Portugal en 1998 avec le Sporting Braga.
Au total, Gamboa joue 175 matchs et inscrit 15 buts en 1re division portugaise. Il joue également 3 matchs en Coupe de l'UEFA et 2 matchs en Coupe des coupes sous les couleurs du Sporting Braga.

## Palmarès
- Champion du Portugal de D2 en 1996 avec le Rio Ave
- Finaliste de la Coupe du Portugal en 1998 avec le Sporting Braga

## Statistiques
- 3 matchs et 0 but en Coupe de l'UEFA
- 2 matchs et 0 but en Coupe d'Europe des vainqueurs de coupes
- 175 matchs et 15 buts en 1re division portugaise
- 154 matchs et 21 buts en 2e division portugaise
- 13 matchs et 2 buts en 3e division portugaise